# Nicolas Steno
Nicôlaô Steno (1638 - 1686) (tiếng Đan Mạch: Niels Steensen) là một Giám mục Công giáo Roma và là nhà khoa học nổi tiếng người Đan Mạch. Ông là người tiên phong trong các lĩnh vực nghiên cứu về giải phẫu học, địa chất học và là người sáng lập công việc nghiên cứu các hóa thạch. Nhiều bộ phận trên cơ thể con người cho đến nay vẫn được gọi theo tên ông như: ống Stensen, tuyến Stensen, mạch Stensen và lỗ Stensen. Trong lĩnh vực tôn giáo, tiến trình phong thánh cho ông đã được Giáo hội Công Giáo thực hiện từ năm 1938. Năm mươi năm sau ngày mở án phong thánh, Giáo hoàng Gioan Phaolô II đã phong chân phước cho Nicôlaô Steno vào năm 1988.

## Cuộc đời
Nicôlaô Steno được sinh ra trong một gia đình theo giáo hội Luther và là con trai của một thợ kim hoàn. Năm 19 tuổi, Steno vào Đại học Copenhagen để theo học ngành y. Sau khi tốt nghiệp và đi nhiều nước Châu Âu, năm 1666 ông định cư ở Ý. Ông làm giáo sư giải phẫu học tại Đại học Padua và sau đó ở Firenze với tư cách là bác sĩ tại gia của Đại công tước Tuscany Ferdinando II.
Steno chuyển sang đạo Công giáo vào năm 1667. Sau khi cải đạo, sự quan tâm của ông đối với khoa học tự nhiên đã suy giảm để nhường chỗ cho sự quan tâm của ông đối với thần học. Ông được thụ phong linh mục vào dịp Lễ Phục Sinh năm 1675. Ông được Giáo hoàng Innôcentê XI bổ nhiệm làm Đại diện Tông tòa của các xứ truyền giáo Bắc Âu và Giám mục chính thức của Titopolis. Steno đã đóng một vai trò tích cực trong cuộc phản cải cách ở miền Bắc nước Đức.

## Nghiên cứu khoa học

### Giải phẫu học
Trong thời gian ở Amsterdam, Steno đã phát hiện ra một cấu trúc chưa từng được mô tả trước đây, ống dẫn của Tuyến nước bọt mang tai trong đầu cừu, chó, thỏ và tên của Steno vẫn gắn liền với cấu trúc này cho đến ngày nay. Tại Leiden, Steno đã nghiên cứu về tim của bò. Ông cũng là người đầu tiên mô tả hệ tuần hoàn của cá.

### Cổ sinh vật học
Tháng 10 năm 1666, hai ngư dân bắt được một con cá mập cái khổng lồ gần thị trấn Livorno, và Ferdinando II đã ra lệnh gửi đầu của nó đến Steno. Steno đã mổ xẻ phần đầu và công bố những phát hiện mới của mình vào năm 1667. Công trình nghiên cứu của Steno về răng cá mập đã khiến ông đặt ra câu hỏi làm thế nào để tìm thấy bất kỳ vật thể rắn nào bên trong một vật thể rắn khác, chẳng hạn như một tảng đá hoặc một lớp đá.

## Hoạt động tôn giáo
Steno vốn được nuôi dưỡng theo đức tin Luther. Nhưng sau khi thực hiện các nghiên cứu thần học so sánh, bao gồm việc đọc các sách thần học và bằng cách sử dụng các kỹ năng quan sát tự nhiên của mình, ông quyết định chọn theo con đường Công giáo. Năm 1667, Steno cải sang đạo Công giáo.
Năm 1675, Steno có chí hướng muốn làm một linh mục. Chỉ sau 4 tháng, ông được thụ phong linh mục và cử hành thánh lễ đầu tiên vào ngày 13 tháng 4 năm 1675 tại Vương cung thánh đường Santissima Annunziata ở Firenze khi ông được 37 tuổi. Steno đã rời bỏ khoa học tự nhiên cho giáo dục và thần học và trở thành một trong những nhân vật hàng đầu của Phong trào Phản cải cách. Theo lời giới thiệu của Công tước Johann Friedrich của Hannover, Giáo hoàng Innocent XI đã phong ông làm Đại diện Tông Tòa cho các xứ Truyền giáo Bắc Âu vào ngày 21 tháng 8 năm 1677. Ông được Hồng y Barbarigo phong làm giám mục của Titiopolis vào ngày 19 tháng 9 cùng năm. Ngày 7 tháng 10 năm 1680, ông được bổ nhiệm làm Giám mục Phụ tá của Münster. Năm 1683, Steno từ chức giám mục phụ tá sau một cuộc tranh cãi về việc bầu chọn giám mục mới và chuyển đến Hamburg vào năm 1684. Ở đó Steno lại tham gia vào nghiên cứu não bộ và hệ thống dây thần kinh với một người bạn cũ Dirck Kerckring.
Năm 1686 Steno bị ốm nặng và qua đời ở Đức. Thi hài của ông được chuyển đến Firenze và được chôn cất tại Vương cung thánh đường San Lorenzo. Năm 1946, ông được cải táng.

### Án phong Chân phước
Sau khi qua đời vào năm 1686, Steno được tôn vinh như là một vị thánh trong Giáo phận Hildesheim. Quá trình phong thánh của ông được bắt đầu ở Osnabrück vào năm 1938. Năm 1953, mộ của ông trong hầm mộ của nhà thờ San Lorenzo được mở ra như một phần của quá trình phong chân phước. Hài cốt của ông được đặt trong một nhà nguyện Capella Stenoniana. Ông được Giáo hoàng Gioan Phaolô II phong Chân phước vào năm 1988 với lễ kính vào ngày 5 tháng 12.